# 환원당

포도당의 환원형(알데하이드 작용기는 맨 오른쪽에 있음)

환원당(還元糖, 영어: reducing sugar)은 유리 알데하이드 작용기 또는 유리 케톤 작용기를 가지고 있어서 환원제로 작용할 수 있는 당을 지칭한다. 염기성 용액에서 환원당은 일부 알데하이드 또는 케톤을 형성하여 베네딕트 반응에서 환원제로 작용할 수 있다. 이러한 반응에서 당은 카복실산이 된다.
일부 이당류, 일부 올리고당 및 일부 다당류를 비롯한 모든 단당류는 환원당이다. 단당류는 알데하이드 작용기를 가지고 있는 알도오스와 케톤 작용기를 가지고 있는 케토오스의 두 부류으로 나눌 수 있다. 케토스는 당을 환원시킬 수 있는 역할을 하기 전에 먼저 알도스로 호변이성질화되어야 한다. 일반적인 식이 단당류인 포도당, 과당, 갈락토오스는 모두 환원당이다.

## 같이 보기
- 단당류
- 알도스
- 케토스